# Joseph Désiré Tholozan
Joseph Désiré Tholozan est un médecin franco-mauricien né le 9 octobre 1820 à Diego Garcia (Ile Maurice) et mort le 30 juillet 1897 à Téhéran (Iran). Pionnier de l'épidémiologie, il fut notamment le médecin personnel du Chah Nasseredin Shah pendant plus de trente ans.

## Biographie
Joseph Désiré Tholozan naît en 1820 à Diego Garcia, un petit atoll de l'archipel des Chagos situé dans l'océan Indien, de parents français. Il est l'aîné d'une famille de quatre enfants. Il commence ses études à Port-Louis aux côtés de Charles-Édouard Brown-Séquard avant de les poursuivre au lycée Thiers de Marseille. Il entre ensuite à l'École de médecine de Marseille, dirigée par François Cauvière, un proche de sa famille, puis à Paris où il soutient sa thèse en 1843. Il entre ensuite au Service de santé des armées et devient en 1852 le premier professeur agrégé de médecine à l'hôpital du Val-de-Grâce. Il participe également à la campagne de Crimée entre 1854 et 1855 où il effectue de nombreuses observations sur le choléra.
Il est ensuite appelé en 1858 en Perse pour devenir le médecin personnel du Chah Nasseredin Shah. Il s'y installe et se marie en 1866 avec Iphigénie Pisani, issue d'une éminente famille originaire de Constantinople. Professeur, Tholozan forme de nombreux médecins persans et effectue d'importantes observations sur l'épidémiologie de la peste, du choléra et d'autres maladies infectieuses comme la fièvre récurrente asiatique. Commandeur de la Légion d'honneur et élu correspondant de l'Académie des sciences et de l'Académie de médecine, Tholozan joue également un grand rôle dans les relations diplomatiques franco-iraniennes en accompagnant le Chah au cours de ses trois voyages en Europe.
Les circonstances de sa mort en 1897 à Téhéran restent floues et seraient le résultat d'un empoisonnement par Mozaffaredin Shah.